# Špaček obecný
Špaček obecný (Sturnus vulgaris) je známý druh pěvce z čeledi špačkovitých (Sturnidae).

## Taxonomie
Rozlišuje se celkem 13 poddruhů:
- Sturnus vulgaris vulgaris Linnaeus, 1758 – většina Evropy
- S. v. faroensis Feilden, 1872 – Faerské ostrovy
- S. v. zetlandicus E. J. O. Hartert, 1918 – Shetlandy
- S. v. granti E. J. O. Hartert, 1903 – Azory
- S. v. tauricus Buturlin, 1904 – Ukrajina, Kubáň, Malá Asie
- S. v. poltaratskyi Finsch, 1878 – východní Baškortostán východně přes Ural a Sibiř po jezero Bajkal a západní Mongolsko
- S. v. caucasicus T. Lorenz, 1887 – delta Volhy, severní Kavkaz, východní Zakavkazí, Ázerbájdžán, jih Kaspického moře, Irák
- S. v. purpurascens Gould, 1868 – západní Zakavkazí, východní Turecko, Gruzie a Arménie
- S. v. oppenheimi Neumann, 1915 – jihovýchodní Turecko, severní Irák
- S. v. porphyronotus Sharpe, 1888 – východní Kazachstán a severozápadní Čína jižně po Uzbekistán a Tádžikistán
- S. v. nobilior Hume, 1879 – Írán, jižní Turkmenistán, severní Afghánistán
- S. v. humii W. E. Brooks, 1876 – západní Himálaj
- S. v. minor Hume, 1873 – Pákistán

## Popis

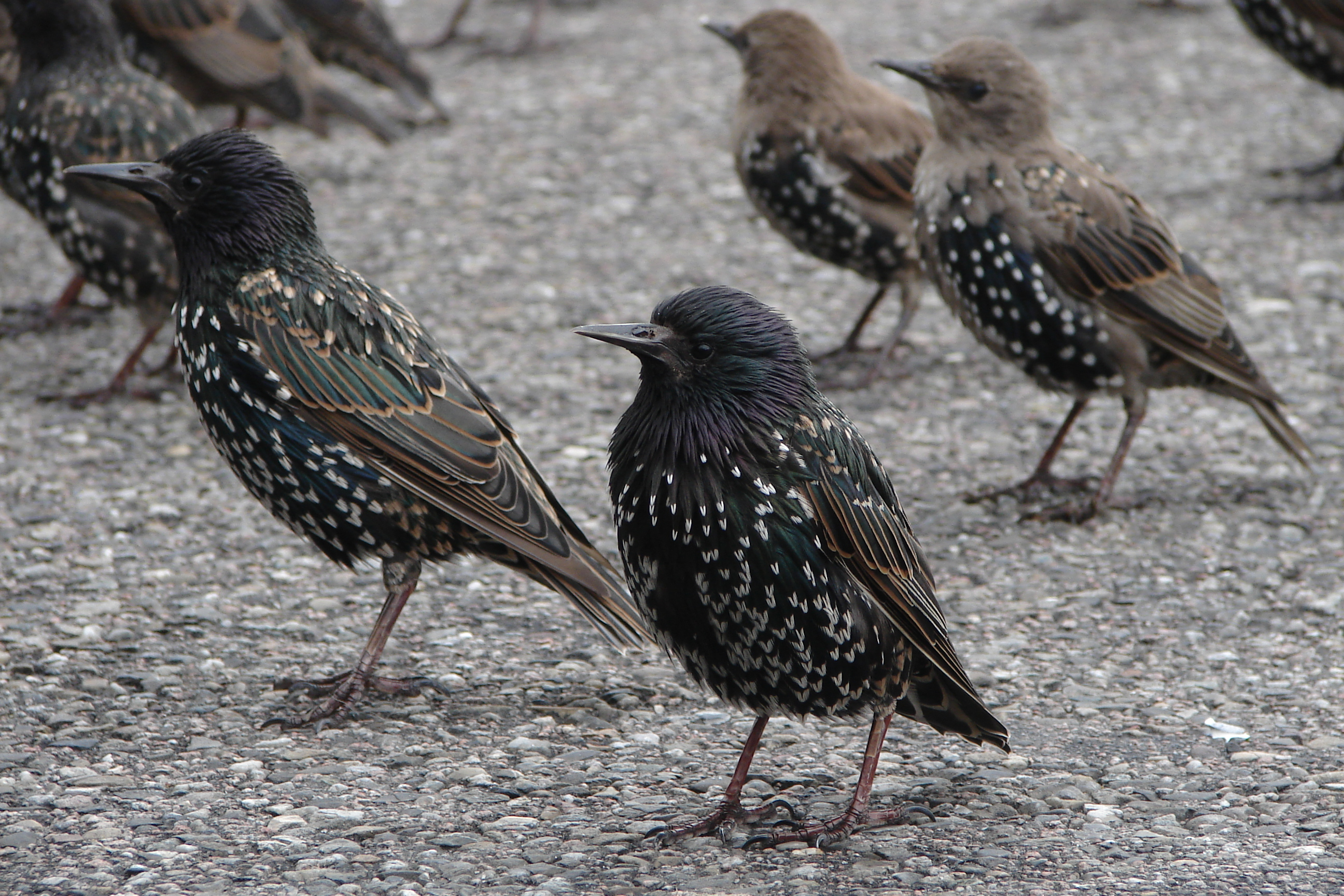
Dospělí špačci v prostém šatě (vpředu) s přepeřujícími mladými ptáky

O něco menší než kos. Dorůstá délky 19–22 cm, v rozpětí křídel měří 37–42 cm a váží 60–90 g. Ve svatebním šatě je černý s kovově zeleným, fialovým až purpurovým leskem, v prostém šatě má peří hustě bíle tečkované s bělavým zbarvením na bradě. Špaček má dlouhý a štíhlý zobák v létě zbarvený do žluta a v zimě je tmavý, nohy jsou hnědorůžové. Létá přímo a rychle, v letu má typickou siluetu se špičatými křídly a krátkým ocasem.
Od kosa se liší také postavou a pohyby. Má krátký ocas a rychlou chůzi, při níž pohybuje hlavou (kos nechodí, poskakuje).
Obě pohlaví jsou podobná, samec se v létě liší neskvrnitou hrudí a modrošedým kořenem spodní čelisti zobáku (u samice žlutý). Mladý pták je celý šedohnědý se světlejším hrdlem. Opeření podobné dospělému získává koncem července až září, zůstává mu však hnědé peří na hlavě, takže se snadno pozná.

### Hlas
Špaček obecný je hlučný pták vydávající širokou škálu zvuků. Při vábení se ozývá drsným „šéér“, při vyplašení na hnízdě drsným táhlým „stýh“ a při spatření krahujce ostrým „kjett“. Při vzlétnutí a letu často krátké drnčivé „čirrr“. Na jaře zpívá poblíž budoucího hnízdiště. Zpěv je tvořen řadou mlaskavých, skřípavých a hvízdavých tónů a často obsahuje zdařilé imitace hlasů jiných druhů ptáků. Svensson zpěv popisuje jako hlasité klouzavé hvizdy a dost měkké klepavé zvuky, pískání. Zmiňuje povedenou imitaci vrabce domácího, čejky, kolihy, lysky, straky, vrány černé nebo šedé.

## Rozšíření

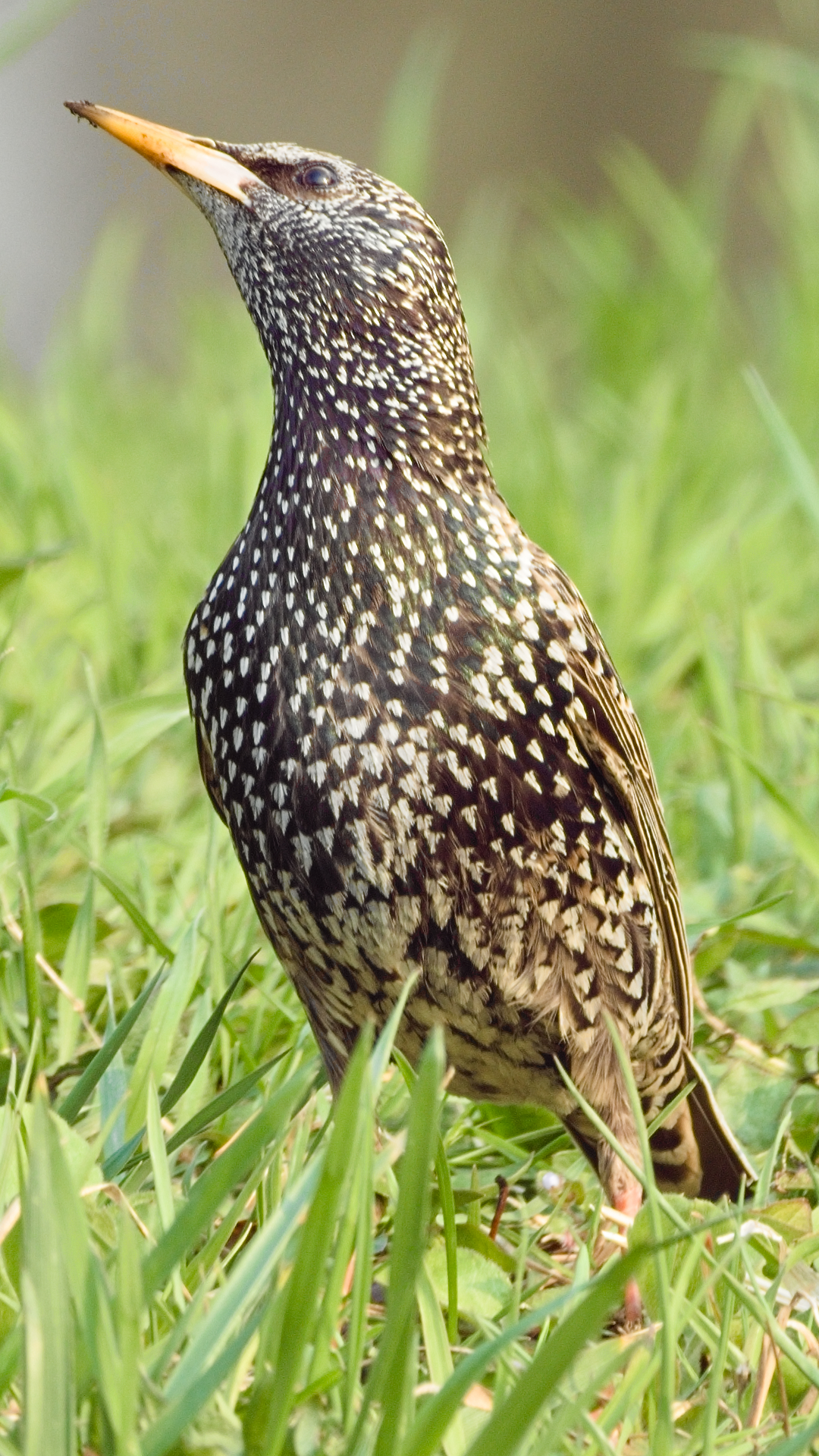
Samice špačka obecného

Domovinou špačka obecného je Eurasie od Islandu a Britských ostrovů východně po jezero Bajkal. Během 19. století byl zavlečen i do mnoha jiných částí světa: v roce 1857 do Austrálie, roku 1862 na Nový Zéland, v roce 1890 do Severní Ameriky a v roce 1897 do jižní Afriky. Populace v jižní a západní Evropě jsou převážně stálé, ptáci ze severní a střední Evropy obvykle tažní.

## Biotop
Hnízdí ve světlých listnatých lesích nebo skupinách listnatých stromů v blízkosti otevřených ploch (louky, pastviny), také v parcích a zahradách, a to i uprostřed velkých měst. Po vyhnízdění se vyskytuje v sadech, na polích a vinicích a hromadně nocuje v rákosinách.

## Výskyt v Česku
V ČR hnízdí na celém území, hlavně v nížinách a pahorkatinách, ojediněle i vysoko v horách (nejvýše v Krkonoších v 1290 m n. m. a na Šumavě v 1290 m). Jeho početnost v posledních desetiletích mírně roste; zatímco v letech 1985–1989 byla velikost hnízdní populace odhadnuta na 800 000–1 600 000 párů, v letech 2001–2003 již na 900 000–1 800 000 párů.
Ptáci hnízdící v ČR jsou převážně tažní se zimovišti v jižní Evropě a severní Africe. Přílet ze zimovišť probíhá během února a března, odlet od září a během října. Každoročně jsou řídce hlášena pozorováni i během zimy. Hnízdí jednou až dvakrát ročně. Hnízda si staví v dutinách stromů, s oblibou užívá budky a s postupující synantropizací stále častěji i dutiny na budovách. Mláďata opouštějící hnízdo se postupně houfují do stále větších hejn, ve kterých se zdržují až do odletu. Za potravou zaletuje daleko na travnaté plochy, později do sadů a vinic.
Obývá světlé řidší lesy, parky, sady a zahrady, a to i v okolí lidských sídel.

## Potrava
Na jaře a na začátku léta je potrava převážně živočišná, po zbytek roku v ní převládá rostlinná složka. Živočišnou potravu tvoří hlavně hmyz, nejčastěji brouci (33,2 %), blanokřídlí (6,1 %), dvoukřídlí (3,2 %) a motýli (3,1 %), rostlinnou dužnaté plody (třešně, bez černý, vinná réva, olivy). Dále požírá i jiné bezobratlé, vegetační části rostlin a semena. Mláďata krmí hlavně plži a larvami hmyzu. Potravu hledá na stromech, keřích i na zemi.

## Hnízdění

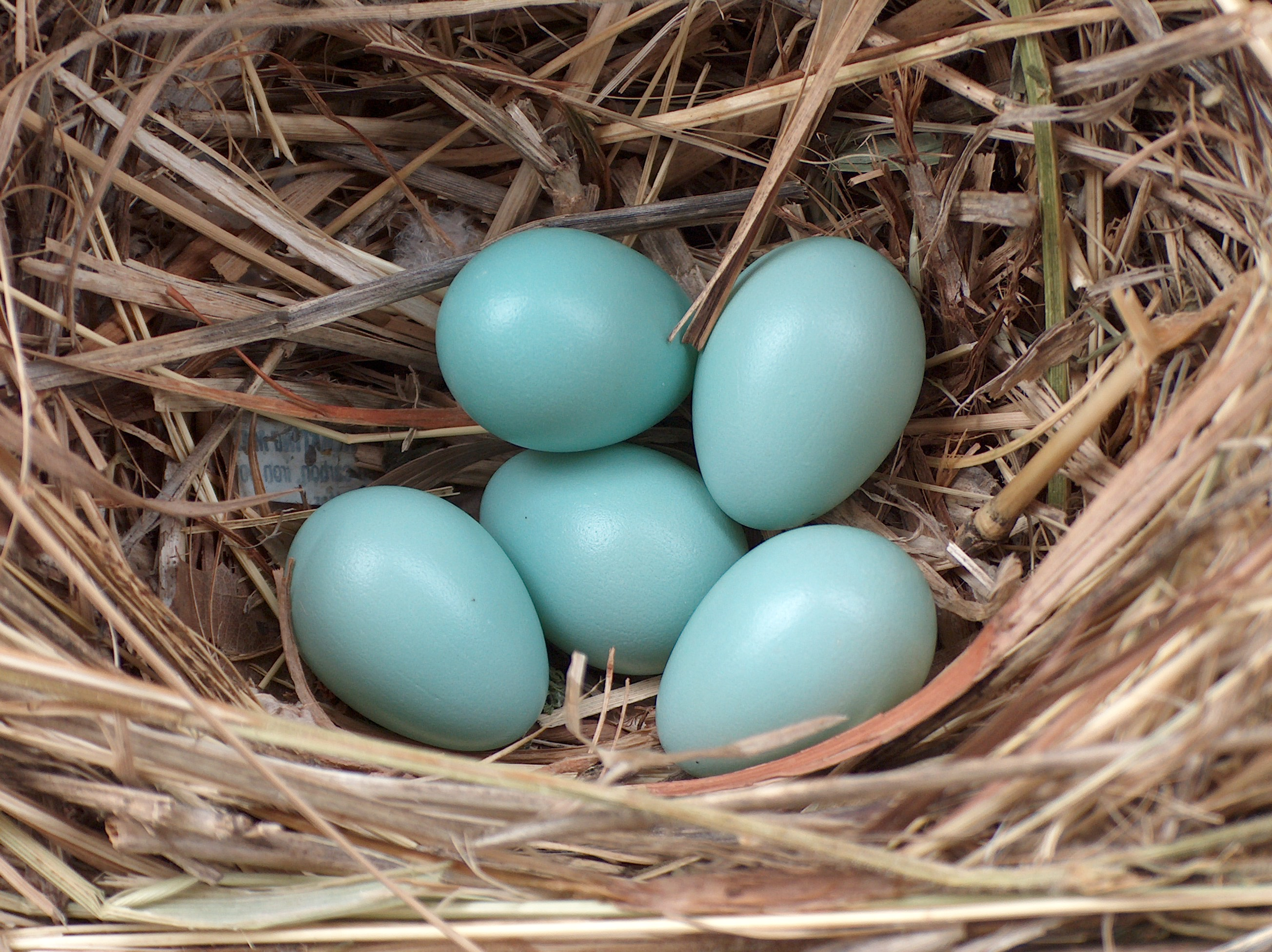
Špaččí hnízdo s vejci

Hnízdí koloniálně i jednotlivě. Většinou je monogamní, ale zvláště v místech s větším počtem hnízd se běžně objevuje i polygynie. Nejběžnější je v takových případech hnízdění se dvěma samicemi, ve výjimečných případech však mohou samci zahnízdit až s pěti samicemi. Hnízdo je v dutině stromu, v budce nebo stavbě. Složeno je z větviček, kůry, kořínků a slámy. Hnízdní jamka je vystlána jemnými stébly, chlupy a peřím.
V některých částech areálu hnízdí až třikrát ročně, ve střední Evropě zpravidla jednou, někdy i dvakrát do roka od dubna do června. Snůška čítá 4–6 (2–9) slabě lesklých, jednobarevně světle modrých vajec o rozměrech 29,4 × 21,1 mm. Samička snáší vejce denně. V některých oblastech se běžně vyskytuje vnitrodruhový hnízdní parazitismus, přičemž bylo zjištěno, že samice dokáže do určité míry parazitické vejce rozpoznat a vyhodit je z hnízda. Inkubace začíná od snesení posledního vejce a trvá 12–13 dnů; na vejcích sedí oba ptáci. Mláďata jsou krmena oběma rodiči a hnízdo opouštějí ve stáří 16–24 dnů. Po vyhnízdění se sdružují do hejn, která hromadně nocují v rákosinách a korunách stromů. Na největších nocovištích lze přitom pravidelně pozorovat až statisíce ptáků. Pohlavní dospělosti dosahují koncem prvního roku života.
Hnízdní úspěšnost se pohybuje mezi 48–79 %, pouze 20 % mláďat se však dožije pohlavní dospělosti. Průměrná délka života je 2–3 roky, nejvyšší známý věk okroužkovaného ptáka 22 let a 11 měsíců.

## Význam
V živočišné potravě špačka obecného převládají „škodlivé“ druhy bezobratlých nad „užitečnými“. Na druhou stranu však může místy působit značné škody poškozováním a požíráním dužnatých plodů užitkových rostlin. V ČR se tak děje především na jihomoravských vinicích nacházejících se v těsné blízkosti rákosin, které špačci využívají jako nocoviště. Odplašování a odstřel má pouze lokální a časově omezený účinek, jediným účinným způsobem ochrany jsou mechanické zábrany (zasíťování vinic).

## České pojmenování
Podle doby vzniku patří jméno špaček mezi česká předobrozenecká jména. Z hlediska onomaziologických motivací má onomatopoický původ, je pojmenován podle charakteru hlasu, příp. povahy. 
V jiných slovanských jazycích má jméno poněkud odlišný základ, a to praslovanské *skvorьcь, které je zvukomalebného původu (srbsky, chorvatsky škvórac, církevněslovansky skvorьcь, slovensky špak, špaček, špačok, ale i škorec). Ovšem podle Machkova výkladu západoslovanské slovo nesouvisí s původním základem skvor- (< *skvorьcь). Jako motivaci pro české pojmenování uvádí Machek schopnost špačka napodobovat jiné ptáky – mísením jejich melodií se jim špaček vlastně posmívá, je uštěpačný. Adjektivum uštěpačný je odvozeno od slovesa štípat „škádlit, dobírat si“, a proto starší podoba českého špaček byla *ščьpakъ, jehož počáteční skupina ščp- se zjednodušila na šp-.

## Zajímavosti
- Výskyt špačka v Českých zemích byl pravděpodobně poprvé popsán již v 10. století ve slavné zprávě arabsko-židovského cestovatele Ibrahím íbn Jákuba, který roku 966 navštívil Prahu a popsal mnoho zdejších zajímavostí: „V zemi Slovanů se vyskytuje podivný pták, který je na hřbetě zelený a který opakuje všechno, co slyší z hlasů lidí a zvířat; někdy se ho podaří chytit a podnikají na něj lov. Ve slovanském jazyce se nazývá sbá.“ [13]
- Ladův otec byl obuvníkem v Hrusicích na Benešovsku; v jeho dílně pracoval i malířův starší bratr. „Měli jsme také špačka, jenž byl velmi nezvedený; nenechal nic na pokoji. Sedal bratrovi při práci na rameno, tahal ho za ucho, a když bratr vsunul flok do dírky v podešvi, špaček jak šipka slétl a flok zase vytáhl. Špaček lítal otevřeným oknem i ven, a vždycky se vrátil. Jednou ke konci léta se nevrátil a otec soudil, že pták odlétl s ostatními do teplých krajin. Přes zimu jsme na něj zapomněli, ale špaček nezapomněl na nás. Na jaře vlétl otevřeným oknem s radostným pokřikem do světnice. Všude všecko kontroloval, zdali je, jak bývalo, pak usedl bratrovi na rameno a popadl ho za ucho, abychom si nemyslili, že přes zimu na vše zapomněl“…[14][15]